# Sammalselkä (kulle i Lappland, Tunturi-Lappi, lat 67,40, long 25,42)
Sammalselkä är en kulle i Finland.   Den ligger i den ekonomiska regionen  Fjäll-Lappland  och landskapet Lappland, i den norra delen av landet, 800 km norr om huvudstaden Helsingfors. Toppen på Sammalselkä är 219 meter över havet.
Terrängen runt Sammalselkä är platt.  Trakten runt Sammalselkä är nära nog obefolkad, med mindre än två invånare per kvadratkilometer. Det finns inga samhällen i närheten. 